# MG 15
La MG 15 (acrónimo de Maschinegewehr 15, «Ametralladora 15» en alemán) era una ametralladora de 7,92 mm desarrollada por Rheinmetall-Borsig antes de la Segunda Guerra Mundial como una variante de la ametralladora MG 30, que era utilizada como arma de infantería. La MG 15 fue diseñada especialmente para ser utilizada desde afustes hemisféricos simples y dobles con encastres de caucho, por lo que fue instalada en casi todos los bombarderos de la Luftwaffe. 

## Historia

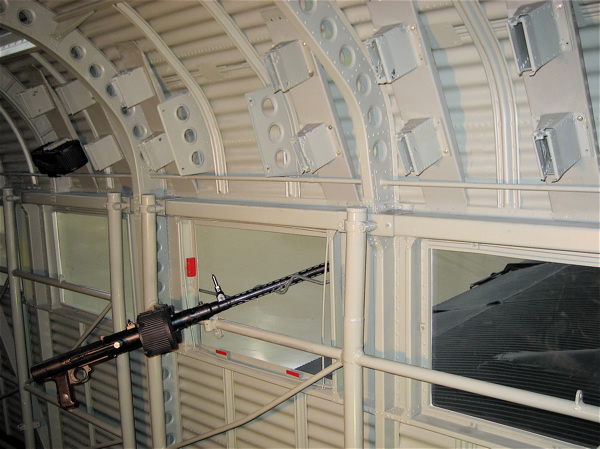
Una MG 15 montada a bordo de un Junkers Ju 52. Arriba pueden verse los soportes para tambores, con uno colgado.

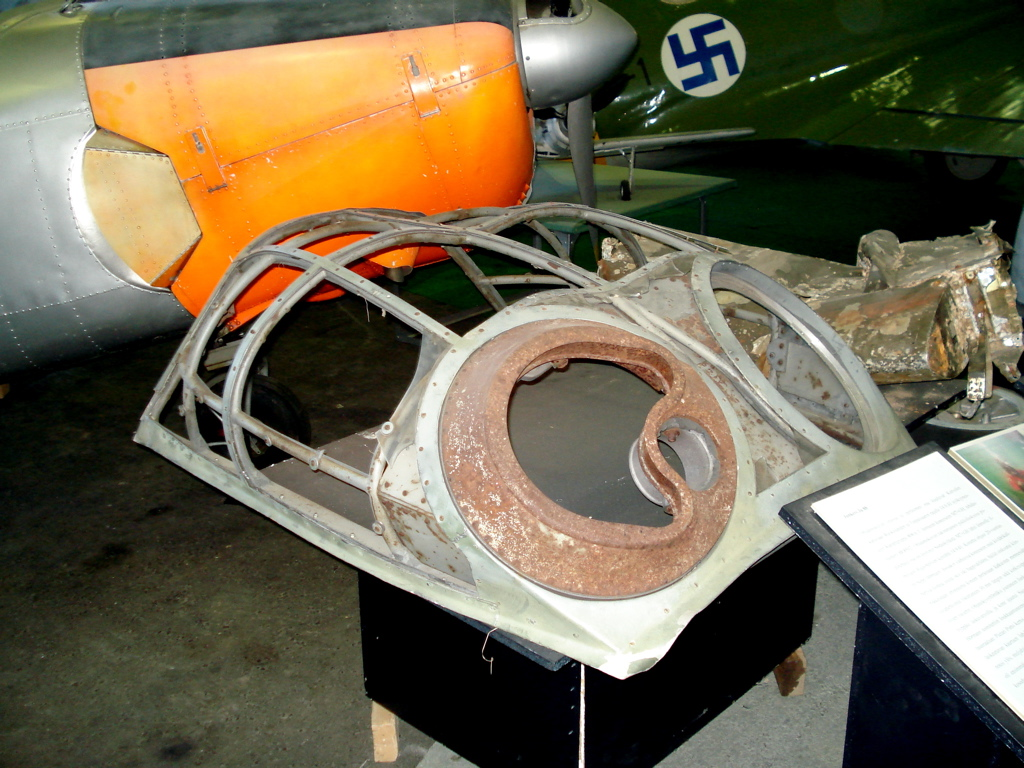
Afuste doble para ametralladora MG 15 usado en un Ju 88 A-4.

Fue diseñada y desarrollada en la década de 1930 por la empresa Rheinmetall a partir del sistema de acerrojado inventado por Louis Stange entre mediados y finales de la década de 1920. Aunque comparte igual designación que el modelo MG 15 n.A (por neuer arte o nuevo modelo) construido por la firma Bergmann Industriewerke , este no tiene nada en común con el arma utilizada en la Segunda Guerra Mundial, excepto el número de modelo.
A comienzos de la década de 1940, la MG 15 fue reemplazada por las ametralladoras MG 81 del mismo calibre, las MG 81Z (Z por Zwilling - gemelo), MG 131 de 13 mm o por el cañón automático MG 151/20 de 20 mm. Muchas MG 15 excedentes fueron modificadas para poder ser utilizadas como ametralladoras pesadas por la infantería. Para el 1 de enero de 1944, se habían modificado 17.648 MG 15, aunque se presume que el número puede ser ligeramente mayor.
El cartucho pesaba 24 gramos, mientras que el peso del proyectil era de 11,5 g. Las municiones eran cargadas en un tambor doble que contenía 75 balas en total. Esto, combinado con una cadencia de fuego de 1250 disparos/minuto, significaba que tardaba 3,6 segundos en vaciar el cargador. En el caso de los bombarderos de la Luftwaffe, los cargadores eran almacenados en todos los espacios disponibles dentro de la cabina.
Los japoneses utilizaron una copia de la MG 15 en afustes flexibles para aviación que denominaron Tipo 98 y como el Tipo 1 en la Armada Imperial Japonesa. Las ametralladoras Tipo 98 también fueron utilizadas por las fuerzas comunistas durante la guerra de Corea.

### Desarrollos relacionados
- MG 30

### Armas similares
- Tipo 98

### Secuencias de designación
- MG 15 · MG 17 ·